# Austrofestuca
Austrofestuca (Tzvelev) E.B.Alexeev  é um género botânico pertencente à família Poaceae, subfamília Pooideae, tribo Poeae.
Suas espécies ocorrem na Australásia.

## Sinônimos
- Festucella E.B.Alexeev
- Hookerochloa E.B.Alexeev

## Espécies
- Austrofestuca eriopoda (Vickery) S.W.L. Jacobs
- Austrofestuca hookeriana (F. Muell. ex Hook. f.) S.W.L. Jacobs
- Austrofestuca littoralis (Labill.) E.B. Alexeev
- Austrofestuca pubinervis (Vickery) B.K. Simon
- Austrofestuca triticoides (Trin.) E.B.Alekseev